# Maridi
Maridi (zapisywane także jako Meridi) – miasto w Sudanie Południowym, stolica hrabstwa Maridi leżącego w Ekwatorii Zachodniej.  Liczy około 18 000 mieszkańców
Miasto stanowi ośrodek przemysłowy, znajduje się w nim port lotniczy Maridi. Jest to także siedziba dekanatu Wschodniego diecezji Tombura-Yambio.
Dzięki pomocy USAID w 2011 zainaugurowano proces elektryfikacji miasta.